# Genkernel
Genkernel – narzędzie służące do zbudowania jądra systemowego używającego standardowej konfiguracji lub jej modyfikacji. 
Narzędzie używane jest w dystrybucji Gentoo. Mimo iż w dystrybucji tej zaleca się samodzielną konfigurację jądra, powstało ono dla użytkowników, dla których jest ona zbyt trudna. Program buduje jądro z wszystkimi dostępnymi sterownikami urządzeń, skompilowanymi jako moduły. Moduły te są kopiowane do ramdysku, jeśli zostaną wykryte podczas autodetekcji sprzętu, wykonywanej przy starcie zbudowanego jądra.
Używa się go zazwyczaj podczas instalacji systemu, pozostawiając samodzielną kompilację jądra na później.
Główną jego przewagą nad dystrybucyjnymi binarnymi obrazami jądra jest możliwość dostrojenia konfiguracji, przez uruchomienie genkernela z parametrem --menuconfig.